# Печененко, Савва Дмитриевич
Савва Дмитриевич Печененко (26 августа 1902а, с. Москаленки, Каневский уезд, Киевская губерния — 10 июля 1982, Москва) — советский военачальник, полковник (1944).

## Начальная биография
Савва Дмитриевич Печененко родился 26 августа 1902 года в селе Москаленки ныне Богуславского района Киевской области Украины.

## Военная служба

### Довоенное время
В ноябре 1921 года призван в ряды РККА и направлен на учёбу во 2-ю Киевскую школу червонных старшин, а в октябре 1922 года был переведён в 5-ю Объединённую школу червонных старшин имени ВУЧИК в Харькове, после окончания которой в сентябре 1924 года назначен на должность командира взвода в составе 23-й стрелковой дивизии (Украинский военный округ), в октябре того же года — на должность командира взвода в 296-м стрелковом полку (95-я стрелковая дивизия), а в ноябре 1927 года — на должность командира взвода полковой школы 295-го стрелкового полка.
В сентябре 1928 года направлен на военно-политические курсы при Объединённой Киевской военной школе имени С. С. Каменева, во время учёбы исполнял должность командира взвода. После окончания курсов в августе 1929 года направлен в 285-й стрелковый полк, где служил на должностях командира-политрука в составе стрелковой и учебной рот, а в феврале 1933 года назначен на должность командира батальона в составе 283-го стрелкового полка (95-я стрелковая дивизия).
В апреле 1933 года направлен на учёбу в Военную академию имени М. В. Фрунзе, после окончания которой в ноябре 1936 года направлен в Харьковскую военную школу червонных старшин имени ВУЦИК, где служил на должностях преподавателя тактики и командира батальона курсантов.
В октябре 1937 года С. Д. Печененко направлен на учёбу в Академию Генштаба РККА, после окончания которой в августе 1939 года назначен на должность старшего помощника начальника учебного отдела штаба фронтовой группы в Чите, а в июле 1940 года — на должность старшего помощника инспектора пехоты Дальневосточного фронта в Хабаровске.

### Великая Отечественная война
С началом войны находился на прежней должности.
В августе 1941 года назначен на должность начальника штаба 6-й отдельной стрелковой бригады, в сентябре — на должность начальника штаба Ворошиловской стрелковой дивизии, в ноябре того же года — на должность начальника штаба бригады морской пехоты Амурской военной флотилии, в марте 1942 года — на должность командира этой же бригады, а в октябре того же года — на должность заместителя командира 39-й стрелковой дивизии (1-я Краснознамённая армия), которая вела боевую и политическую подготовку личного состава для действующей армии.
В марте 1943 года подполковник С. Д. Печененко назначен на должность командира 246-й курсантской стрелковой бригады, а 22 ноября 1944 года — на должность командира 363-й стрелковой дивизии, формировавшейся в Шмаково на базе 95-й и 246-й стрелковых бригад.
Во время советско-японской войны дивизия под командованием полковника Печененко принимала участие в боевых действиях в ходе Манчжурской и Харбино-Гиринской наступательных операций, в ходе которых в результате прорыва Хутоусского, Мишанского, Пограничненского и Дунинского укреплённых районов получила почётное звание «Уссурийская».

### Послевоенная карьера
После окончания войны находился на прежней должности.
В феврале 1946 года назначен на должность заместителя начальника Управления боевой подготовки штаба Приморского военного округа. В сентябре того же года направлен в Военную академию имени М. В. Фрунзе, где в ноябре того же года назначен на должность старшего преподавателя, а в январе 1947 года — на должность инспектора Инспекции стрелковых войск Главной инспекции Сухопутных войск.
В марте 1948 года полковник Печененко направлен в Военно-политическую академию имени В. И. Ленина, где был назначен на должность старшего преподавателя, а в ноябре 1951 года — на должность заместителя начальника кафедры общей тактики. В феврале 1955 года вернулся в Военную академию имени М. В. Фрунзе, где был назначен на должность старшего преподавателя оперативно-тактической подготовки.
Полковник Савва Дмитриевич Печененко в январе 1957 года вышел в отставку по болезни.

## Награды
- Орден Ленина (05.11.1946);
- Два ордена Красного Знамени (03.11.1944, 19.11.1951);
- Орден Суворова 2 степени (26.08.1945);
- Медали.